# Treysa
Treysa, bis 1970 eine selbständige Stadt, ist seitdem der größte Stadtteil und das Verwaltungszentrum von Schwalmstadt im nordhessischen Schwalm-Eder-Kreis.

## Geographische Lage
Treysa liegt in der Landschaft Schwalm am Eder-Zufluss Schwalm. Die Altstadt liegt auf einem Höhenrücken – der etwa 35 Meter über das Talniveau (212 m ü. NN) ansteigt – an der Mündung der Wiera in die Schwalm. Zum Hochwasserschutz wurde etwas östlich des Ortskerns das Hochwasserrückhaltebecken Treysa-Ziegenhain an der Schwalm angelegt.

## Geschichte

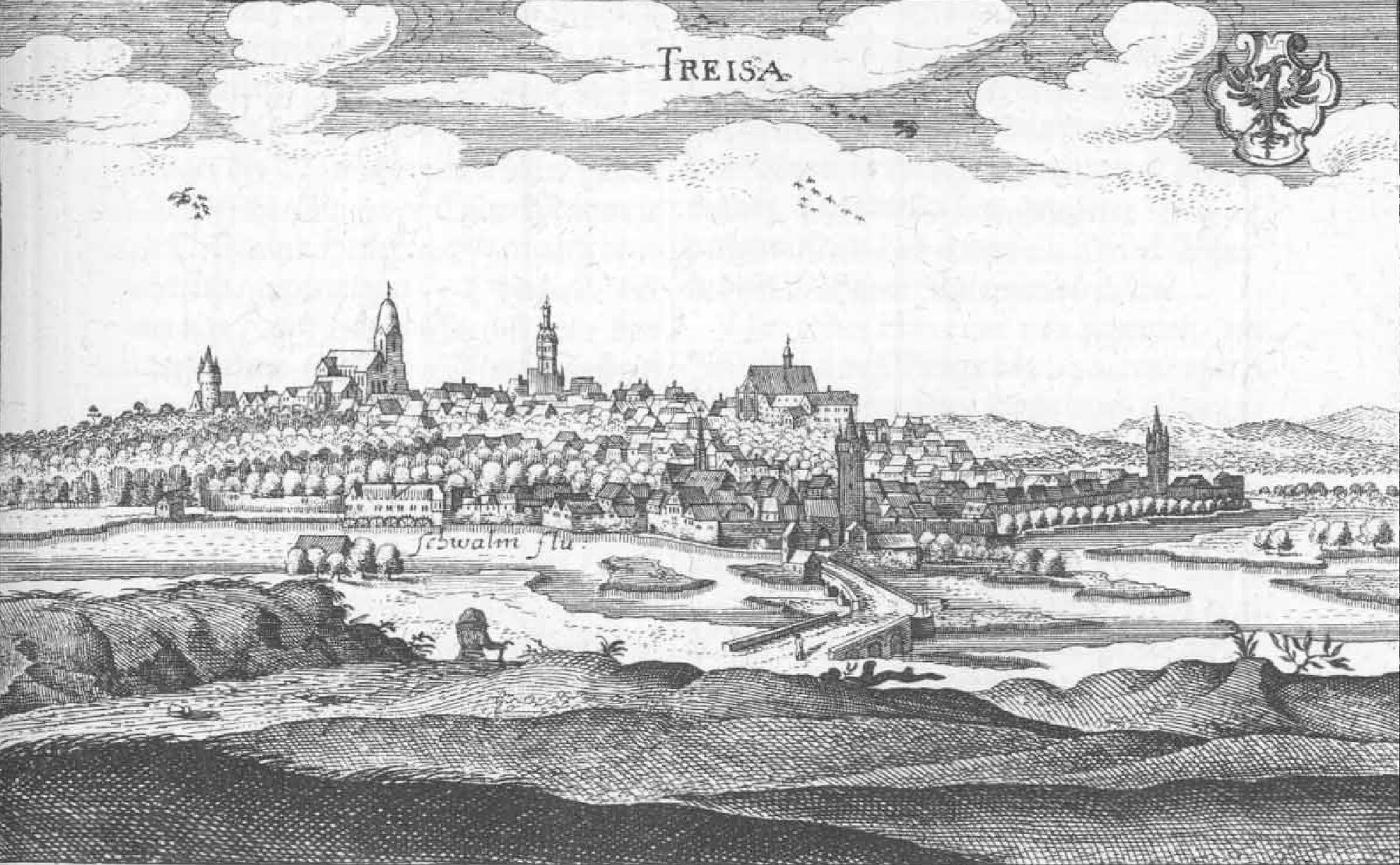
Treysa aus der Topographia Hassiae von Matthäus Merian, 1655

### Mittelalter
Im 8. Jahrhundert war Treise im Besitz der Abtei Hersfeld. Die Grafen von Ziegenhain, als Vögte der Abtei, brachten Treysa im Jahr 1186 in ihren Besitz und befestigten den Ort. Das Wahrzeichen Treysas, die Martinskirche (heute Totenkirche), wurde 1230 gebaut. Treysa erhielt Stadtrechte zwischen 1229 und 1270, um 1400 entstand das Rathaus, von dessen mittelalterlichem Bau nur noch die Südwestmauer mit gotischem Bogenfries und Kreuzstockfenstern im Neubau von 1649 erhalten ist. Am Westrand der Stadt entstand noch vor 1287 ein Dominikanerkloster, dessen Kirche seit der Reformation als Stadtpfarrkirche dient. In der Steingasse wurde vor 1367 das Heilig-Geist-Hospital gegründet, dessen gotische Kapelle mit Giebeldachreiter erhalten ist. Nach dem Tod des letzten Grafen von Ziegenhain, Johann II., 1450 fiel Treysa mit der gesamten Grafschaft an die Landgrafschaft Hessen.

### Neuzeit

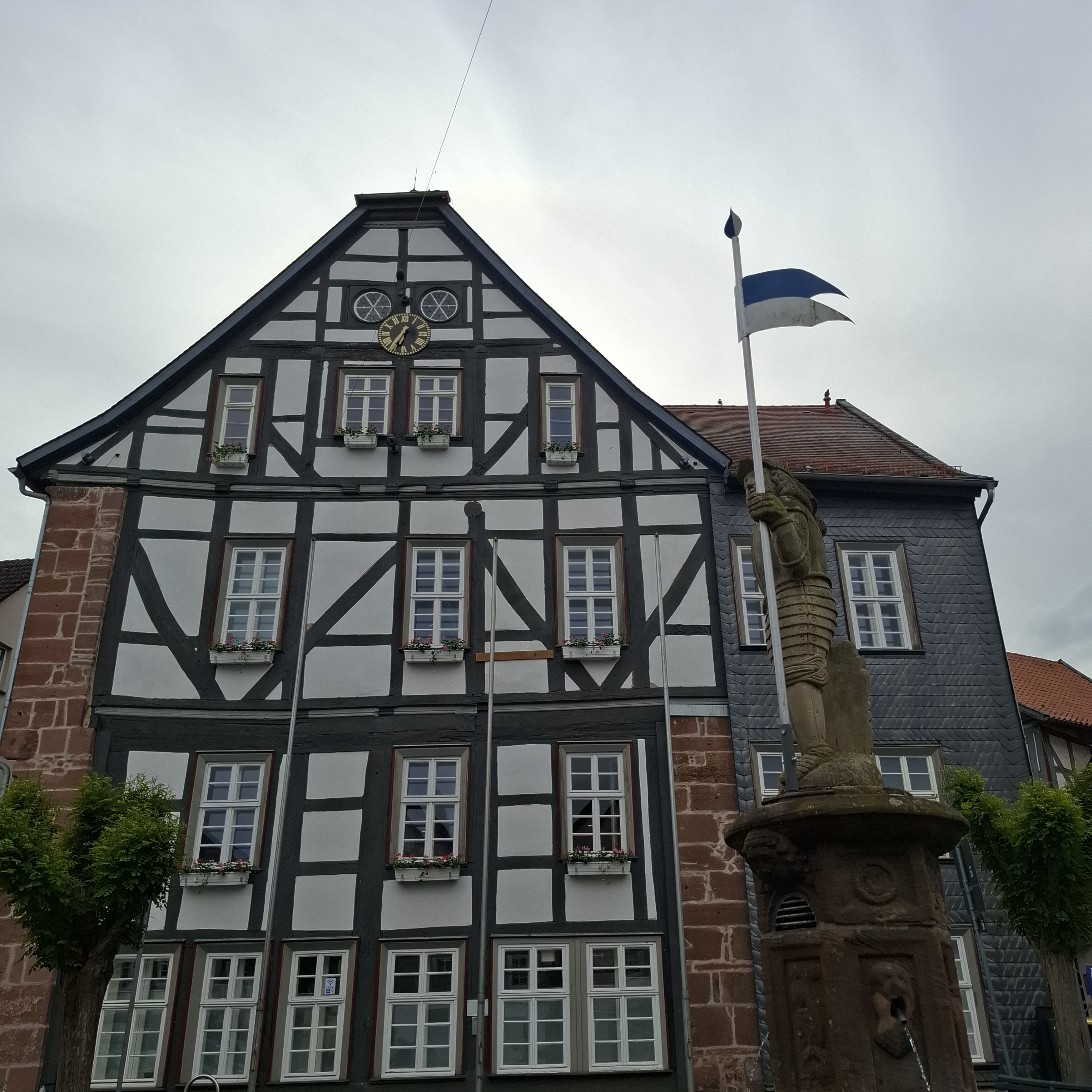
Rathaus in Treysa, Südostansicht mit Rathausbrunnen-Figur

Im Vorfeld des Bauernkrieges kam es 1525 innerhalb der Bürgerschaft zu Unruhen, bei denen Rat und Bürgermeister abgesetzt wurden. Unter Landgraf Moritz wurde Treysa im Dreißigjährigen Krieg nach mehrmaliger Belagerung 1640 durch Brand weitgehend zerstört, so dass von den ehemals 460 Häusern nur 146 übrig blieben. Der anschließende Wiederaufbau prägte das Bild Treysas als Fachwerkstadt.

### Garnisonsstadt
Von 1961 bis 2006 war die östlich der Kernstadt gelegene Harthberg-Kaserne ein Bundeswehrstandort. Dort waren u. a. das Panzerartilleriebataillon 21 und das Raketenartilleriebataillon 22 stationiert, beide mit der Fähigkeit, auch Atomsprengköpfe abzufeuern. Die Sprengköpfe waren im Sondermunitionslager Treysa östlich der Kaserne gelagert.

### Hessische Gebietsreform
Im Zuge der Gebietsreform in Hessen fusionierten zum 31. Dezember 1970 die beiden Städte Treysa und Ziegenhain mit den umliegenden bis dahin selbständigen Gemeinden Ascherode, Florshain, Frankenhain, Niedergrenzebach, Rommershausen und Trutzhain auf freiwilliger Basis zur neuen Stadt Schwalmstadt. Am 31. Dezember 1971 kamen die Gemeinden Allendorf an der Landsburg, Dittershausen und Wiera hinzu. Rörshain folgte am 1. April 1972. Die Reihe der Eingemeindungen wurde mit der Eingliederung von Michelsberg am 1. August 1972 abgeschlossen. Für die ehemals eigenständigen Städte und Gemeinden von Schwalmstadt wurde je ein Ortsbezirk mit Ortsbeirat und Ortsvorsteher nach der Hessischen Gemeindeordnung gebildet.
Der Verwaltungssitz der Stadt Schwalmstadt teilt sich zwischen den Rathäusern von Treysa und Ziegenhain auf.

### Verwaltungsgeschichte im Überblick
Die folgende Liste zeigt die Staaten und Verwaltungseinheiten, denen Treysa angehört(e):
- vor 1450: Heiliges Römisches Reich, Grafschaft Ziegenhain
- ab 1450: Heiliges Römisches Reich, Landgrafschaft Hessen, Amt Treysa
- ab 1567: Heiliges Römisches Reich, Landgrafschaft Hessen-Kassel, Amt Treysa[9]
- 1623–1638: Heiliges Römisches Reich, Heiliges Römisches Reich, Landgrafschaft Hessen-Darmstadt (Pfandschaft), Amt Treysa
- ab 1648: Heiliges Römisches Reich, Landgrafschaft Hessen-Kassel, Grafschaft Ziegenhain, Amt Treysa
- 1807–1813: Königreich Westphalen,[Anm. 2] Departement der Werra, Distrikt Hersfeld, Kanton Treysa
- ab 1814: Kurfürstentum Hessen, Grafschaft Ziegenhain, Amt Ziegenhain[10]
- ab 1821/22: Kurfürstentum Hessen, Provinz Oberhessen, Kreis Ziegenhain[11][Anm. 3]
- ab 1848: Kurfürstentum Hessen, Bezirk Fritzlar
- ab 1851: Kurfürstentum Hessen, Provinz Oberhessen, Kreis Ziegenhain
- ab 1867: Königreich Preußen,[Anm. 4] Provinz Hessen-Nassau, Regierungsbezirk Kassel, Kreis Ziegenhain
- ab 1871: Deutsches Reich,[Anm. 5] Königreich Preußen, Provinz Hessen-Nassau, Regierungsbezirk Kassel, Kreis Ziegenhain
- ab 1918: Deutsches Reich, Freistaat Preußen,[Anm. 6] Provinz Hessen-Nassau, Regierungsbezirk Kassel, Kreis Ziegenhain
- ab 1944: Deutsches Reich, Freistaat Preußen, Provinz Kurhessen, Landkreis Ziegenhain
- ab 1945: Deutsches Reich, Amerikanische Besatzungszone,[Anm. 7] Groß-Hessen, Regierungsbezirk Kassel, Landkreis Ziegenhain
- ab 1946: Deutsches Reich, Amerikanische Besatzungszone, Hessen, Regierungsbezirk Kassel, Landkreis Ziegenhain
- ab 1949: Bundesrepublik Deutschland, Hessen, Regierungsbezirk Kassel, Landkreis Ziegenhain
- ab 1971: Bundesrepublik Deutschland, Hessen, Regierungsbezirk Kassel, Landkreis Ziegenhain, Stadt Schwalmstadt
- ab 1974: Bundesrepublik Deutschland, Hessen, Regierungsbezirk Kassel, Schwalm-Eder-Kreis, Stadt Schwalmstadt

## Bevölkerung

### Einwohnerstruktur 2011
Nach den Erhebungen des Zensus 2011 lebten am Stichtag, dem 9. Mai 2011, in Treysa 8562 Einwohner. Darunter waren 612 (7,1 %) Ausländer. Nach dem Lebensalter waren 1383 Einwohner unter 18 Jahren, 3621 zwischen 18 und 49, 1869 zwischen 50 und 64 und 1689 Einwohner waren älter. Die Einwohner lebten in 3855 Haushalten. Davon waren 1500 Singlehaushalte, 1044 Paare ohne Kinder und 870 Paare mit Kindern, sowie 354 Alleinerziehende und 87 Wohngemeinschaften. In 519 Haushalten lebten ausschließlich Senioren und in 2685 Haushaltungen lebten keine Senioren.

### Einwohnerentwicklung
| Quelle: Historisches Ortslexikon |                                                       |
| • 1571:                          | 426 Hausgesesse mit 1836 Einwohnern.                  |
| • 1639:                          | 103 eheliche Hausgesesse, 29 hausgesessene Witwen.    |
| • 1642:                          | 146 Häuser, dazu 217 verbrannte, 97 verfallene Häuser |
| • 1681:                          | 170 Hausgesesse, 25 Ausschuss.                        |
| • 1705:                          | 229 Haushaltungen.                                    |
| • 1778:                          | 286 Häuser, 1740 Einwohner.                           |

| Treysa: Einwohnerzahlen von 1778 bis 2024 | Treysa: Einwohnerzahlen von 1778 bis 2024 | Treysa: Einwohnerzahlen von 1778 bis 2024 | Treysa: Einwohnerzahlen von 1778 bis 2024 | Treysa: Einwohnerzahlen von 1778 bis 2024 |
| --- | ----------------------------------------- | ----------------------------------------- | ----------------------------------------- | ----------------------------------------- |
| Jahr |                                           |                                           |                                           | Einwohner                                 |
| 1778 | 1778                                      |                                           | 1.740                                     | 1.740                                     |
| 1800 | 1800                                      |                                           | ?                                         | ?                                         |
| 1834 | 1834                                      |                                           | 2.499                                     | 2.499                                     |
| 1840 | 1840                                      |                                           | 2.482                                     | 2.482                                     |
| 1846 | 1846                                      |                                           | 2.519                                     | 2.519                                     |
| 1852 | 1852                                      |                                           | 2.601                                     | 2.601                                     |
| 1858 | 1858                                      |                                           | 2.426                                     | 2.426                                     |
| 1864 | 1864                                      |                                           | 2.472                                     | 2.472                                     |
| 1871 | 1871                                      |                                           | 2.416                                     | 2.416                                     |
| 1875 | 1875                                      |                                           | 2.228                                     | 2.228                                     |
| 1885 | 1885                                      |                                           | 2.413                                     | 2.413                                     |
| 1895 | 1895                                      |                                           | 2.385                                     | 2.385                                     |
| 1905 | 1905                                      |                                           | 3.100                                     | 3.100                                     |
| 1910 | 1910                                      |                                           | 3.555                                     | 3.555                                     |
| 1925 | 1925                                      |                                           | 4.207                                     | 4.207                                     |
| 1939 | 1939                                      |                                           | 4.294                                     | 4.294                                     |
| 1946 | 1946                                      |                                           | 6.899                                     | 6.899                                     |
| 1950 | 1950                                      |                                           | 7.350                                     | 7.350                                     |
| 1956 | 1956                                      |                                           | 7.520                                     | 7.520                                     |
| 1961 | 1961                                      |                                           | 7.813                                     | 7.813                                     |
| 1967 | 1967                                      |                                           | 8.662                                     | 8.662                                     |
| 1980 | 1980                                      |                                           | ?                                         | ?                                         |
| 1990 | 1990                                      |                                           | ?                                         | ?                                         |
| 2000 | 2000                                      |                                           | ?                                         | ?                                         |
| 2011 | 2011                                      |                                           | 8.562                                     | 8.562                                     |
| 2016 | 2016                                      |                                           | 8.599                                     | 8.599                                     |
| 2021 | 2021                                      |                                           | 8.805                                     | 8.805                                     |
| 2024 | 2024                                      |                                           | 9.194                                     | 9.194                                     |
| Datenquelle: Historisches Gemeindeverzeichnis für Hessen: Die Bevölkerung der Gemeinden 1834 bis 1967. Wiesbaden: Hessisches Statistisches Landesamt, 1968. Weitere Quellen: LAGIS; Stadt Schwalmstadt; Zensus 2011 |                                           |                                           |                                           |                                           |

### Historische Erwerbstätigkeit
| Quelle: Historisches Ortslexikon | |
| • 1778:                          | ein Apotheker, 16 Krämer, 23 Bäcker, 16 Metzger, 31 Schuhmacher, 12 Schneider, 12 Lohgerber, 4 Weißgerber, 6 Schmiede, 4 Schlosser, ein Sattler, 20 Leineweber, 13 Wolltuchmacher, 17 Strumpfweber, 13 Sockenstricker, 3 Wollkämmer, 5 Hutmacher, zwei Färber, zwei Posamentierer, ein Knopfmacher, zwei Seiler, 8 Schreiner, drei Drechsler, drei Wagner, 5 Böttner, ein Zimmermann, 9 Maurer, 4 Weißbinder, zwei Schieferdecker, ein Ziegler, ein Buchbinder, zwei Bader, ein Tabakspinner, ein Nadelmacher, ein Kannengießer, drei Wirte, 4 Branntweinbrenner, 7 Branntweinschenker, zwei Müller, 6 Handelsjuden, ein Musikant, 39 Tagelöhner(-innen), 37 Spinnerinnen, drei Näherinnen, eine Wäscherin, zwei Stickerinnen, 8 Hirten und Schäfer. |
| • 1838:                          | Familien: 62 Ackerbau, 235 Gewerbe, 108 Tagelöhner. |
| • 1961:                          | Erwerbspersonen: 139 Land- und Forstwirtschaft, 1177 produzierendes Gewerbe, 771 Handel und Verkehr, 828 Dienstleistungen und Sonstiges |

## Religion
Im August 1945 fanden bei der Kirchenkonferenz von Treysa die Verhandlungen zur Gründung der Evangelischen Kirche in Deutschland (EKD) statt. Damit wurde ein Zusammenschluss der lutherischen, reformierten und unierten Landeskirchen vollzogen. Zwei weitere Kirchenversammlungen der EKD im Mai 1946 und im Juni 1947 versuchten, das Gespräch über unterschiedliche Auffassungen zum Abendmahl in Gang zu bringen und befassten sich mit der Entnazifizierung.

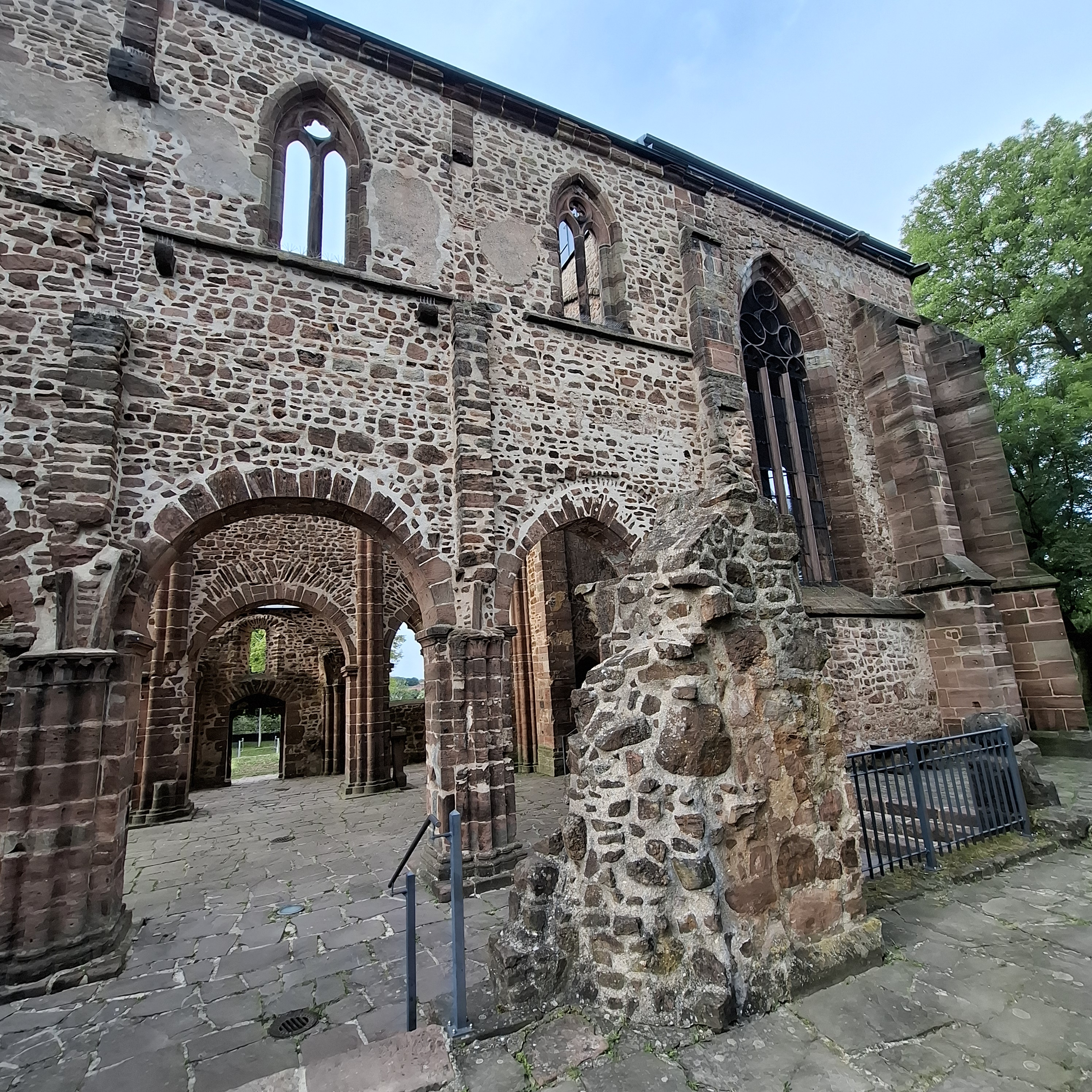
Ruine der Totenkirche

Historische Religionszugehörigkeit
| Quelle: Historisches Ortslexikon | |
| • 1861:                          | 2345 evangelisch-reformierte, 9 evangelisch-lutherische, 125 jüdische, 27 katholische sowie ein anderer Einwohner |
| • 1885:                          | 2201 evangelische (= 91,21 %), 52 katholische (= 2,15 %), 160 jüdische (= 6,63 %) Einwohner                       |
| • 1961:                          | 6461 evangelische (= 82,70 %), 1191 katholische (= 15,24 %) Einwohner                                             |

## Politik
Für Treysa besteht ein Ortsbezirk (Gebiete der ehemaligen Gemeinde Treysa) mit Ortsbeirat und Ortsvorsteher nach der Hessischen Gemeindeordnung.
Der Ortsbeirat besteht aus 15 Mitgliedern. Bei den Kommunalwahlen in Hessen 2021 betrug die Wahlbeteiligung zum Ortsbeirat 40,74 %. Es erhielten die SPD mit 39,89 % der Stimmen sechs Sitze, die CDU mit 28,89 % vier Sitze, Die Linke mit 8,26 % einen Sitz und die „Freien Wähler“ mit 22,95 % vier Sitze. Der Ortsbeirat wählte Jörg Hebebrand (Freie Wähler) zum Ortsvorsteher.

## Verkehr

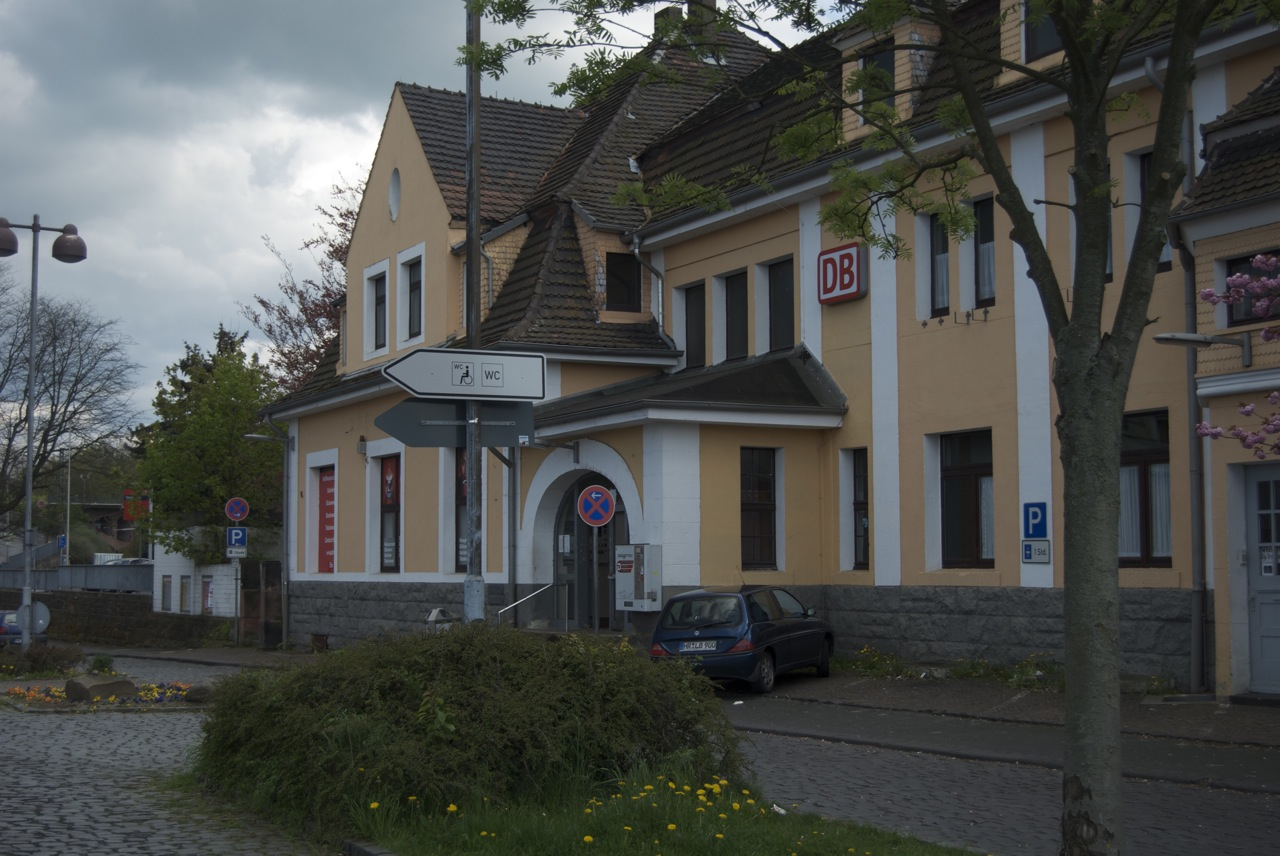
Bahnhof Treysa

Treysa liegt an der Bundesstraße 454. Seit 2022 ist außerdem eine Anbindung an die A 49 über die Anschlussstelle Schwalmstadt vorhanden.
Der Bahnhof Treysa liegt an der Main-Weser-Bahn von Frankfurt (Main) nach Kassel. Stündlich endet der Mittelhessen-Express von bzw. nach Frankfurt (Main) in Treysa. Zusätzlich halten seit Dezember 2018 im Zweistundentakt ein Intercity-Express (bis dahin ein Intercity) und im Stundentakt ein Regional-Express der Linie Kassel–Frankfurt in Treysa. Durch Treysa führte auch die Bahnstrecke Leinefelde–Treysa als strategische Eisenbahnstrecke zwischen Berlin und Metz, die Teil der Kanonenbahn war. Bis 1977 verkehrte die Knüllwaldbahn nach Bad Hersfeld. Hier entstand der nachfolgend genannte Rotkäppchenland-Bahnradweg.
Treysa wird von verschiedenen überregionalen und teilweise neu erbauten Radwegen durchquert. So der Radweg Deutsche Einheit. Er verläuft von Wiera nach Treysa und ist von hier identisch mit dem Bahnradweg Rotkäppchenland, der ab Loshausen Teil der quer durch Deutschland verlaufenden Mittelland-Route (D4) ist. Der Schwalm-Radweg, ansonsten identisch mit dem Hessischen Radfernweg R4, verlässt zwischen Loshausen und Allendorf an der Landsburg für ein paar Kilometer die gemeinsame Route, um dem Flusslauf der Schwalm zu folgen. Der Hochland-Radweg startet in Treysa, um die anderen Wege mit dem Hessischen Radfernweg R6 in Wohra zu verbinden. Im Gegensatz zur vergleichsweise guten touristischen Radverkehrsinfrastruktur entsprechen die Verhältnisse für den Alltagsradverkehr in den meisten Bereichen nicht den aktuellen Vorgaben, wie sie beispielsweise in den Empfehlungen für Radverkehrsanlagen (ERA) festgehalten sind.

## Persönlichkeiten
Geboren in Treysa
- Nicolaus Roding (1519–1580), Theologe, Geistlicher und Hochschullehrer
- Ferdinand Jakob Siebert (1791–1847 oder 1848), Theologe, Germanist und Volkskundler
- Daniel Heinrich Stephan (1803–1862), Bürgermeister und Mitglied der kurhessischen Ständeversammlung
- Albert Wigand (1821–1886), Botaniker
- August Fuchs (1857–1920), Jurist, Reichsgerichtsrat
- Julius Höxter (1873–1944), Pädagoge und Schriftsteller
- Heinrich Treibert (1898–1974), Kommunalpolitiker
- Ernst Steinhoff (1908–1987), deutsch-US-amerikanischer Ingenieur und Raketenentwickler
- Hermann Keck (1919–2010), Chemiker und der Erfinder der Keck-Klemme
- Rudolf Böhm (1935–2013), Anglist, Literaturwissenschaftler und Hochschullehrer
- Gottfried Adam (* 1939), evangelischer Theologe
- Guido Knopp (* 1948), Journalist, Historiker, Publizist und Fernsehmoderator
- Walter Thiel (1949–2019), Chemiker
- Eckhard Friauf (* 1956), Neurobiologe
- Paul Lukas (eigentlich Eckard Paul Fietze, * 1956), Musiker, Autor und Übersetzer
- Claus von Carnap-Bornheim (* 1957), Prähistoriker und Museumsdirektor
- Reinhard Doubrawa (* 1963), Konzeptkünstler
- Manfred Lang (* 1964), evangelischer Theologe und Hochschullehrer

 Ehrenbürger von Treysa
- Wilhelm Scheffer (1803–1883), Theologe, Geistlicher und Hochschullehrer, Ehrenbürger von Treysa